# Only The Strong Survive
«Only The Strong Survive» es una canción del cantante canadiense Bryan Adams y publicada en el álbum de 1987 Into the Fire como el sexto track del mismo.
A finales de 1987 se lanza como cuarto sencillo de ese mismo álbum, aunque no tiene el mismo éxito que las publicadas anteriormente de ese álbum.
- Datos: Q7094353